# Ababacar Samb Makharam
Pour les articles homonymes, voir Samb.
Ababacar Samb Makharam (aussi Ababacar Samb-Makharam), né le 21 octobre 1934 à Dakar  et mort le 7 octobre 1987, est un cinéaste sénégalais,,.

## Biographie

### 1934-1964
Ababacar Samb Makharam est né le 21 octobre 1934 à Dakar dans une famille de pêcheurs Lebou et d'agriculteurs. Il y obtient son certificat d'études primaires à l'École Primaire de la rue de Thiong puis suit les cours en 1950-51 du Centre de Formation Professionnelle de la Marine de Dakar. Les deux années suivantes, il travaille dans un cabinet d'avocat tout en rassemblant l'argent nécessaire pour aller à Paris où il arrive en 1953. 
Il s'inscrit  à l'Ecole Française de Radioélectricité et de Télévision de la rue Amyot et se lance dans l'électrotechnique. En 1955, il obtient une bourse du gouvernement français, qui lui permet de s'inscrire au Centre d'Art Dramatique de la rue Blanche, où il étudie le théâtre en même temps que Timité Bassori et Sarah Maldoror, et fonde avec eux ainsi qu'avec Toto Bissainthe puis Robert Liensol une troupe de théâtre noire, Les Griots, qui met en scène des pièces de dramaturges africains et antillais ainsi que des auteurs français contemporains. 
Il joue dans plusieurs productions, notamment sur une mise en scène de Roger Blin, L'Ombre de la ravine de John Millington Synge, La Fille des dieux d'Abdou Anta Ka et Huis-clos de Jean-Paul Sartre et, sur une mise en scène de Michel Vitold, Papa Bon Dieu de Louis Sapin. Il joue également au cinéma dans Tamango de John Berry et Les Tripes au soleil de Claude Bernard-Aubert.
Motivé par la puissance du cinéma comme média et comme arme et persuadé que toute œuvre d'art est politique, il reçoit en 1958 une bourse pour se rendre en Italie, au Centro Sperimentale di Cinematografia, la grande école de cinéma romaine où il réalise L'Ubriaco comme film de fin d'études qui déjà pose le choix entre deux cultures et la recherche d’appartenance, thèmes qu'il développera dans toute son œuvre.
Après un voyage d'études aux États-Unis en 1962-63 pour parfaire ses connaissances cinématographiques, il travaille à Paris à l'Office de coopération radiophonique (OCORA) où il produit notamment Au-delà des mers, et comme assistant réalisateur à l'ORTF, ainsi qu'à Présence africaine.

### 1964-1987
Il retourne au Sénégal en 1964 où le ministère de l'Information lui demande de produire une émission radiophonique littéraire hebdomadaire, Portrait d'un écrivain, ce qu'il fera jusqu'en 1966. Il travaille de 1966 à 1970 comme caméraman pour les actualités sénégalaises. Comme auteur et réalisateur, il participe au projet pilote de la télévision éducative de l'UNESCO avec des émissions sur l’éducation des adultes, tout en s’occupant de la revue enfantine Yaya. Il crée sa société de production Baobab Films à Dakar.
Tout en poursuivant sa carrière de réalisateur engagé pour un cinéma miroir de la culture africaine qu'il définit comme le rapport à son environnement, il s'investit dans la promotion et la défense des cinémas d'Afrique en étant le secrétaire général de Fédération panafricaine des cinéastes (FEPACI) à partir de 1972. Il fait inscrire la problématique des cinémas d'Afrique à l'ordre du jour de l'OCAM et de l'OUA et participe à toutes leurs conférences. En 1976, il est président du jury des Journées cinématographiques de Carthage. 
Il démissionne de la direction de la FEPACI en 1977 pour se concentrer sur sa carrière mais est élu en 1978 président des Cinéastes Sénégalais associés. Il ne cesse de défendre contre toute imitation un cinéma ancré dans ses racines et fait pour son propre public, tout en indiquant bien qu'il n'est ni pour la Négritude, ni pour l'Authenticité, mais pour que les cinéastes fassent les films tels qu'ils les sentent.
En tant qu'expert des Nations Unies, il supervise la rédaction des scénarios et la réalisation de plusieurs films de l'Agence habitat auprès de dix pays africains, et réalise un film sur la population pour le compte du Bureau National de Recensement. Il mène des voyages d’études dans plus de 20 pays africains.
Ababacar Samb Makharam meurt le 7 octobre 1987.

### Vie privée
Samb Makharam était marié et père de trois enfants.

## Filmographie

### Réalisateur et scénariste
- 1961 : L'Ubriaco (L'Ivresse) (CM, court métrage, 5m 34s[6]ou bien 6m[11], film de fin d’études)
- 1966 : Et la neige n'était plus... (CM, drame[12], 22 minutes)
- 1968 : La Terre et le paysan (CM, doc, 16 mm, noir et blanc)
- 1971 : Kodou (Drame, 1 heure 40 minutes, Prix Georges Sadoul[13])
- 1982 : Jom (ou L'Histoire d'un peuple) (Drame, 80 minutes)

### Acteur
- 1957 : Tamango
- 1958 : Les Tripes au soleil